# Distant Relatives
Distant Relatives es un álbum de estudio del rapero estadounidense Nas y del artista de reggae jamaicano Damian Marley, puesto a la venta el 18 de mayo de 2010. Las canciones del álbum muestran letras sobre la pobreza y la difícil situación de África.

## Lista de canciones
| N.º | Título                                       | Escritor(es)                                   | Duración |  |
| 1.  | «As We Enter»                                | Nasir Jones, Damian Marley, Mulatu Astatke     | 2:58     |  |
| 2.  | «Tribal War» (con K'naan)                    | Jones, Marley, Keinan Warsame                  | 4:30     |  |
| 3.  | «Strong Will Continue»                       | Jones, Marley                                  | 6:02     |  |
| 4.  | «Leaders» (con Stephen Marley)               | Jones, Marley, Stephen Marley                  | 4:20     |  |
| 5.  | «Friends»                                    | Jones, Marley                                  | 4:49     |  |
| 6.  | «Count Your Blessings»                       | Jones, Marley                                  | 4:24     |  |
| 7.  | «Dispear»                                    | Jones, Marley                                  | 5:53     |  |
| 8.  | «Land of Promise» (con Dennis Brown)         | Jones, Marley, Dennis Brown                    | 3:54     |  |
| 9.  | «In His Own Words» (con Stephen Marley)      | Jones, D. Marley, S. Marley                    | 5:00     |  |
| 10. | «Nah Mean»                                   | Jones, Marley                                  | 4:09     |  |
| 11. | «Patience»                                   | Jones, Marley, Amadou Bajayoko, Mariam Doumbia | 5:46     |  |
| 12. | «My Generation» (con Joss Stone y Lil Wayne) | Jones, Marley, Dwayne Carter                   | 4:00     |  |
| 13. | «Africa Must Wake Up» (con K'naan)           | Jones, Marley, Warsame                         | 6:41     |  |